# Alija Bet

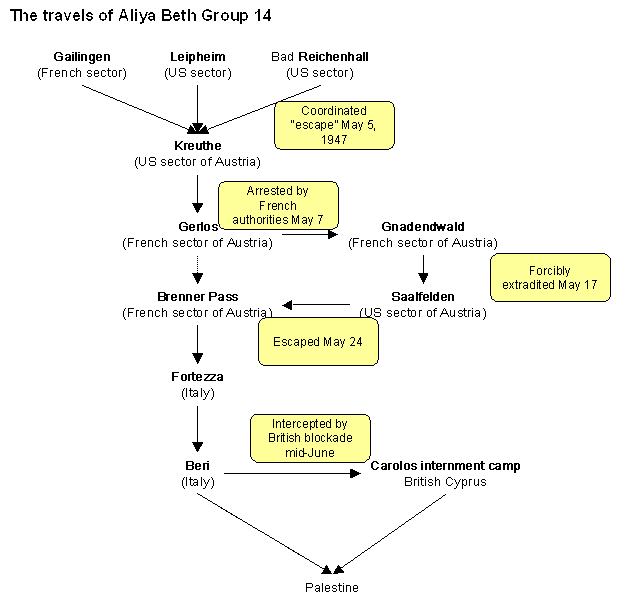
Příklad trasy aliji Bet. V tomto případě se jedná o skupinu 14.

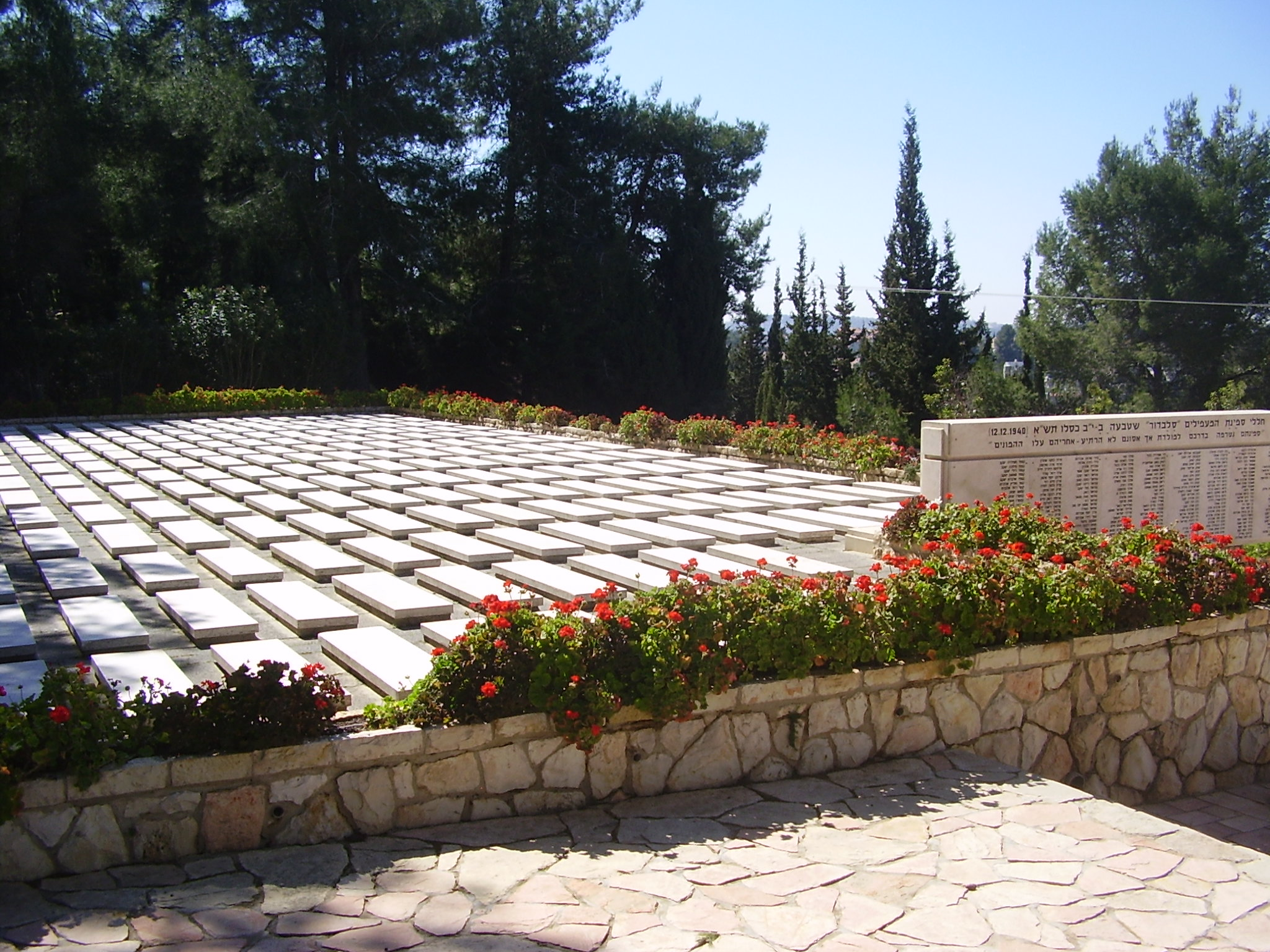
Hroby 223 židovských cestujících z lodi Salvador, kteří se utopili v moři, Herzlova hora, Jeruzalém

Alija Bet (hebrejsky עלייה ב׳‎, znamená doslova „alija B“ – bet je druhé písmeno hebrejské abecedy) byl kódový název pro tajnou či ilegální imigraci Židů do britské mandátní Palestiny v letech 1934 až 1948, která porušovala omezení imigrace Spojeného království. V moderním Izraeli se tato alija označuje hebrejským názvem Ha'pala (hebrejsky העפלה‎).
Název byl zvolen pro rozlišení této aliji od aliji Alef (doslova „alija A“ – alef je první písmeno hebrejské abecedy), omezené židovské imigrace, povolené britskou správou ve stejném období.

## Organizace
Během aliji Bet spolupracovalo několik židovských organizací na usnadnění imigrace mimo Brity stanovené kvóty. V důsledku vzrůstajícího pronásledování a perzekuce Židů v Evropě během nacistického období, se stávala naléhavost imigrace stále akutnější. Osoby podílející se na této aliji důsledně odmítaly její označování jako „ilegální“ a namísto toho volili slovo „tajná.“
K alije Bet došlo ve dvou fázích. První, v letech 1934 až 1942, byla snahou umožnit evropským Židům uniknout nacistické perzekuci a vyvražďování. Druhá, v letech 1945 až 1948, byla snahou najít domov pro židovské přeživší holokaustu (hebrejsky שארית הפליטה‎, Še'erit ha-plejta), kteří byli mezi miliony vysídlených lidí (anglicky displaced persons, DPs) strádajících v uprchlických táborech v okupovaném Německu. Během první fáze této aliji se na tajném přesunu Židů podílelo několik organizací (včetně těch revizionistických), zatímco po druhé světové válce se tohoto úkolu ujala složka Hagany s názvem Mosad le-alija Bet (doslova „Organizace pro aliju B“), zřízená roku 1938.

## Trasy
Poválečné trasy této aliji začínaly tradičně v táborech pro vysídlené lidi a pokračovaly přes dvě sběrná místa v americké okupační zóně – Bad Reichenhall a Leipheim. Odtud putovali uprchlíci ukrytí v nákladních autech, pěšky či vlakem do přístavů u Středozemního moře, odkud odpluli na lodích do mandátní Palestiny. Na více než stu lodí jich připlulo více než 70 tisíc.
V táborech v americké okupační zóně nebyla stanovena žádná omezení při pohybu z táborů a američtí, francouzští a italští úředníci před těmito pohyby často zavírali oči. Několik pracovníků Správy Spojených národů pro pomoc a obnovu (UNRRA) (zejména Elizabeth Robertson v Leipheimu) dokonce byli prostředníky této emigrace. Britská vláda byla vehementně proti volnému pohybu a tento pohyb v táborech ve své okupační zóně omezila. Spojené království rovněž zavedlo ozbrojené námořní hlídky, které měly Židům zamezit v doplutí do mandátní Palestiny.

## Historie

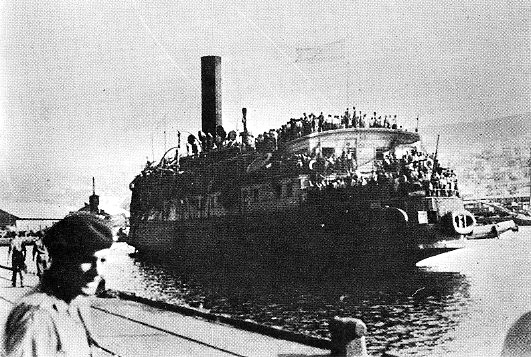
Exodus po připlutí do haifského přístavu, 20. července 1947

Více než sto tisíc lidí se pokusilo tajně/ilegálně dostat do mandátní Palestiny. Celkem bylo podniknuto 142 plaveb prostřednictvím 120 lodí. Více než polovina při tom byla zadržena britskými hlídkami. Většina zadržených imigrantů byla převezena do internačních táborů na Kypru (Karaolos poblíž města Famagusta, Nikósie, Dekelia a Xylotumbou). Jiní byli umístěni v internačním táboře Atlit v Palestině a další internováni na ostrově Mauricius. Celkem Britové v těchto táborech zadržovali na 50 tisíc lidí. Přes 1600 uprchlíků se utopilo v moři a ve skutečnosti jen několika tisícům uprchlíků se podařilo do Palestiny dostat.
Klíčovou událostí této aliji byl incident lodi Exodus v roce 1947. Tato loď byla zadržena britskými hlídkami, napadena a britští vojáci se nalodili na Exodus. Navzdory značnému odporu se cestující nuceně vrátili do Evropy do táborů v Německu. Celá tato aféra byla zveřejněna, k velkým rozpakům a ostudě britské vlády.

## Vypravené lodě

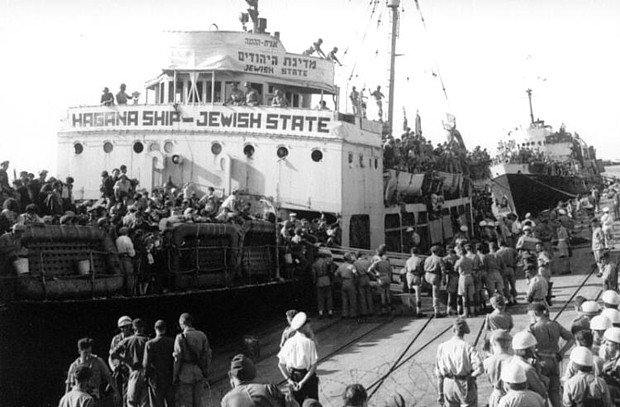
Loď Hagany Židovský stát v haifském přístavu, 1947

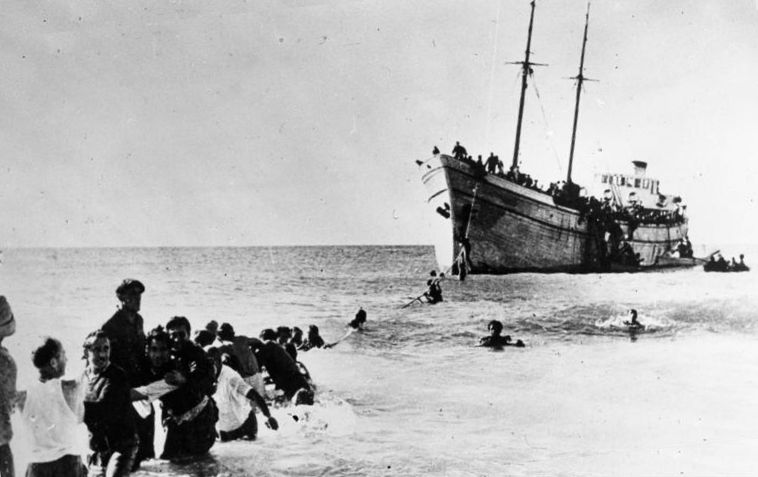
Uprchlíci opouštějí loď Spojené státy po doplutí k Nahariji, 1948

Dne 3. října 1939 se plavila velká skupina imigrantů z Vídně na říční lodi Uranus po Dunaji. U rumunských hranic byla loď zastavena a imigranti byli nuceni se vylodit ve starém pevnostním městě Kladovo v Jugoslávii. Celkem zde uvízlo na 1100 uprchlíků, a to až do května 1941, kdy bylo 915 z nich chyceno a nakonec zabito nacisty.
Dne 18. května 1940 vyplul z Bratislavy starý italský kolesový parník Pencho s 514 cestujícími, převážně členy hnutí Betar. Loď plula po Dunaji do Černého moře a následně do Egejského moře. Zde se jí však 9. října porouchaly motory a loď tak ztroskotala u Mytilén, hlavního města jednoho z Italy ovládaných ostrovů Dodekanés. Italové cestující zachránili a převezli na ostrov Rhodos a následně do internačního tábora Ferramonti di Tarsia v jižní Itálii. Zde byli zadržováni až do září 1943, kdy spojenci tuto oblast osvobodili. Příběh parníku Pencho byl zveřejněn v knize Odyssey Johna Biermana.
V říjnu 1940 bylo umožněno velké skupině uprchlíků opustit Vídeň. Tento exodus byl organizován židovským obchodníkem Bertholdem Storferem, který pracoval pod Adolfem Eichmannem. Uprchlíci se nalodili na čtyři říční lodě (Uranus, Schönbrunn, Helios a Melk), pluli po Dunaji do Rumunska, kde se cestující z lodi Uranus, kterých bylo zhruba tisíc, přelodili na loď Pacific, a vypluli 11. října 1940. Do Haify dorazili 1. listopadu, následováni lodí Milos. Britové však všechny imigranty zadrželi a přesunuli na francouzský parník Patria s úmyslem převézt je na ostrov Mauricius. Odplutí se však pokusila zabránit Hagana, která na palubu lodi propašovala bombu. Došlo však k neštěstí, neboť síla bomby byla příliš velká a po jejím výbuchu se loď začala rychle potápět, překlopila se a při celém neštěstí nakonec zemřelo 267 lidí. Britové nakonec, na základě rozkazu Winstona Churchulla, umožnili přeživším zůstat v mandátní Palestině.
V prosinci 1940 opustil malý bulharský škuner Salvador, dřívějším názvem Car Krum, Burgas s celkem 327 uprchlíky na palubě. Dne 12. prosince Salvador ztroskotal v prudké bouři v Marmarském moři poblíž Istanbulu. Zahynulo 223 lidí, včetně 66 děti. Přeživší byli převezeni do Istanbulu; 125 z nich bylo deportováno zpět do Bulharska a zbylých 70 odplulo na lodi Darien.
Dne 11. prosince 1941 vyplula z rumunského přístavu Constanţa pod panamskou vlajkou loď Struma. Loď však byla 24. února 1942 torpedována sovětskou ponorkou SC-213 a 770 uprchlíků na její palubě zahynulo. Celou tragédii přežil jediný člověk.
Dne 20. září 1942 vyplula z Rumunska loď Europa s dvaceti jedním pasažérem. Loď ztroskotala v Bosporské úžině.
Dne 5. srpna 1944, vyplula z přístavu Constanţa loď Mefkura (či Mefkure) s 350 uprchlíky na palubě. Ta plula společně s dalšími loděmi Morino a Bulbul. Během noci však byla Mefkura torpédována a potopena sovětskou ponorkou SC-215. Z celkového počtu 350 uprchlíků na palubě jich přežilo pouze pět. Přeživší byli zachráněni lodí Bulbul.